# 埃尔姆洛厄
埃尔姆洛厄（發音：[ˈɛlmloːə]）是德国下萨克森州库克斯港县曾经的一个市镇，面积23.3平方千米，2013年12月31日人口为813人。2015年1月1日，埃尔姆洛厄与另外8个市镇合并为新市镇盖斯特兰。